# Gunnel Bohman
För bibliotekarien med samma namn, se Gunnel Bohman (bibliotekarie) (1913–1994).
Gunnel Kristina Bohman, född 4 mars 1959 i Stockholm, är en svensk operasångare (sopran), främst inom det lyrisk-dramatiska facket, och skådespelare.
Efter studier vid Operahögskolan 1979–1981 och ett år på Folkoperan vann Bohman första pris i en stor tävling i Salzburg och kom på så sätt främst att göra karriär utanför Sverige. Hon har bland annat varit engagerad vid Wiener Staatsoper, Mannheim, Wiener Volksoper och andra tyska scener. Hon har även gästspelat i Zürich och Glyndebourne. Inte förrän säsongen 1991–1992 sjöng Bohman för första gången på Operan i Stockholm, då som Donna Anna i Don Giovanni.
Bohman började som lyrisk sopran och gjorde bland annat roller som Pamina i Trollflöjten, Fiordiligi i Così fan tutte, grevinnan i Figaros bröllop och Agathe i Friskytten. På senare år har hon främst gjort lyrisk-dramatiska roller som exempelvis Elisabeth i Tannhäuser, Amelia i Simon Boccanegra, Mimi i La Bohème och Tatjana i Eugen Onegin.
Hon spelade kejsarinnan i Die Frau ohne Schatten på Göteborgsoperan 2004 och medverkade där i Beethovens Fidelio 2006.
Bohman arbetar sedan 2008 främst som KBT-terapeut.

## Filmografi
- 1983 – Två killar och en tjej
- 1983 – Carmen
- 2002 – Don Juan

## Priser och utmärkelser
- 1977 – Jenny Lind-stipendiet[4]